# Ритуал Древних обязательств
Ритуал Древних обязательств — один из старых масонских ритуалов, который проводился для приёма нового члена в гильдию каменщиков в Англии и Шотландии в соответствии с обычаями средневековья. Этот ритуал сейчас не используется в масонстве.

## Происхождение
В 1337 году, после начала Столетней войны, необходимое количество солдат из числа строителей и денежные средства, были взяты из строительных гильдий в ущерб строительству зданий возводимых в готическом стиле в Англии. Тогда был создан союз, чтобы обеспечить работой строителей, которые не являлись участниками войны и оказались безработными. Затем гильдии стали полностью состоять из подмастерьев (компаньонов) и мастеров, а артели не получали учеников для изначального обучения ремеслу. Прохождение ритуала сопровождалось чтением книги мастерства, в которой была задокументирована легендарная история каменщиков, а также шло прославление семи свободных искусств и зачитывались различные моральные правила, которые должны соблюдаться как в профессии, так и в любых жизненных ситуациях всеми каменщиками.

## Содержание
Первые масонские ритуалы, которые известны по различным историческим манускриптам, которые оставались в силе до приблизительно 1729 года, призывали к рождению духовного синтеза между государством Платона и монашескими правилами Св. Бенедикта.

## Описание
Ритуал приёма включал в себя три отличительных момента:
1. Новый член ложи клал руку на книгу «Обязательств мастера» и зачитывал заповеди в ней содержащиеся.
2. Шло краткое торжественное наставление, в ходе которого от принимаемого требовали соблюдения этих правил.
3. Наконец, предупреждение, что принимаемый совершит серьёзную ошибку перед Богом, если он не в силах исполнить своё обещание и взятые на себя обязательства[3].

Этот ритуал отличается от Ритуала Слово масона, который берёт своё начало в кальвинизме, и который появился позже, в Шотландии, между 1628 и 1636 годами, и отличался двумя особенностями:
1. Он не включал передачу знаков или секретных слов[4].
2. Для принесения обязательств использовалась «Книга обязательств мастера», а не Библия, что согласовывалось с запретом католической и англиканской церквей о принесении обязательств.